# 15385 Dallolmo
15385 Dallolmo este un asteroid din centura principală de asteroizi.

## Descriere
15385 Dallolmo este un asteroid din centura principală de asteroizi. A fost descoperit pe 25 septembrie 1997 la Observatorul San Vittore din Bologna. Asteroidul prezintă o orbită caracterizată de o semiaxă mare de 2,96 ua, o excentricitate de 0,08 și o înclinație de 11,7° în raport cu ecliptica.